# Садр-бей
Садр-бей ( осман. صدر‎,тур. Sadr Bey, правил:1095-1096 годах; ум.1096 году ) — правитель Диярбакыра, предок династии Иналогуллары.
После смерти сельджукского султана Мелик-шаха I в 1092 году началась гражданская война. Во время борьбы между братом Меликшаха Тутушем и сыном Меликшаха Беркьяруком Амид (регион Диярбакыра) был разделен между различными эмирами. Городом Амид правил туркменский эмир Садр. Ему наследовал сын - Инал-бей